# Петровская, Лариса Андреевна
Лари́са Андре́евна Петро́вская — (13 ноября 1937, Воронеж — 19 марта 2006, Москва) — советский и российский социальный психолог, основоположник теории и практики социально-психологического тренинга в России. Член-корреспондент Российской академии образования (1995; Отделение психологии и возрастной физиологии), доктор психологических наук, заслуженный профессор МГУ (2000). Лауреат Премии имени М. В. Ломоносова за педагогическую работу, член Учёного совета факультета психологии МГУ. Член Учёного совета Центра семьи и детства РАО, член Экспертного совета отделения возрастной физиологии и психологии РАО.

## Биография
Родилась в семье лётчика, героя Великой Отечественной войны. Школу Лариса Андреевна закончила с медалью в 1955 году, после чего поступила в МГУ имени М. В. Ломоносова. В 1960 г. окончила философский факультет МГУ. Продолжила обучение в аспирантуре и в 1969 г. защитила кандидатскую диссертацию «Критика некоторых милитаристских концепций международного конфликта в американской буржуазной идеологии». С 1972 г. работала на кафедре социальной психологии. В 1986 г. защитила докторскую диссертацию. Тема докторской диссертации «Теоретические и методические основы социально-психологического тренинга». В 1995 г. была избрана членом-корреспондентом РАО. Скончалась 19 марта 2006 г. после тяжёлой болезни. На факультете психологии МГУ установлена мемориальная доска рядом с тренинговым классом. 14 ноября 2010 г. на Пыхтинском кладбище был установлен памятник Петровской и её семье. Учениками Петровской был создан и поддерживается сайт «Посвящается Ларисе Андреевне Петровской»

## Научная деятельность
Петровскую называют первопроходцем в области разработки и применения активных социально-психологических методов обучения в нашей стране, к которым, в частности, относятся тренинги сенситивности, группы личностного роста и др. Она активно развивала теорию и практику социально-психологического тренинга в России, и на сегодняшний день основные достижения в этой области социально-психологического знания связывают с её именем. Петровская выступила инициатором преподавания теории и практики социально-психологического тренинга в университете. Кроме этого в сферу её научных интересов входили проблемы психологии межличностного общения. Именно с работ Петровской берет своё начало развитие традиции изучения межличностной обратной связи в отечественной социальной психологии. С середины 1970-х гг. под её руководством был проведен ряд эмпирических исследований, направленных на изучение структуры межличностной обратной связи с точки зрения её формы и содержания. В основе её научных интересов лежат идеи Э. Фромма и гуманистической психологии в целом.

## Преподавательская деятельность
В годы обучения в аспирантуре начинает свою педагогическую деятельность в Новосибирской консерватории и в Киевском политехническом институте. С 1972 г. стала работать на кафедре социальной психологии. Более 30 лет Петровская помимо общего курса «Социальной психологии», читала студентам различные спецкурсы: «История социальной психологии», «Теоретические и методологические основы социально-психологического тренинга», «Психология педагогического общения», «Социальная психология здоровья», «Социальная психология повседневной жизни», совместно с коллегами читала спецкурс «Зарубежная социальная психология XX столетия». Петровская читала лекции во многих городах России. В своей педагогической деятельности Петровская опиралась на идеи Сухомлинского В. А. и Корчака Я.. За годы работы Петровская подготовила 36 кандидатов наук. В 2006 г. была награждена Ломоносовской премией за педагогическую работу.

## Монографии
- «Введение в практическую социальную психологию» (соред. и соавт.), М., 1994
- «Диагностика и развитие компетентности в общении» (в соавт.), М., 1990
- «Компетентность в общении», М.,1989
- «Общение — компетентность — тренинг: избранные труды», М.: Смысл, 2007
- «Современная социальная психология на Западе» (в соавт.), М., 1978; 2001
- «Теоретические и методические проблемы социально-психологического тренинга», М., 1982